# Brigitte Buxtorf
Brigitte Buxtorf, née à Thayngen en 1943, est une musicienne, flûtiste et enseignante vaudoise.

## Biographie
Brigitte Buxtorf étudie la flûte au Conservatoire de musique de sa ville natale où elle obtient, à 17 ans, un premier prix de virtuosité avec distinction. Elle se perfectionne ensuite au Conservatoire national supérieur de musique et de danse de Paris auprès de Gaston Crunelle ; elle y remporte le premier prix de flûte, première nommée, ainsi qu'un prix de musique de chambre. Elle suit également l'enseignement de Jean-Pierre Rampal et obtient un troisième prix au Concours international de Genève.
Brigitte Buxtorf est, durant six ans, flûte solo de l'Orchestre de la Suisse romande (OSR) sous la direction d'Ernest Ansermet. Elle a également joué en tant que soliste avec les orchestres de Stuttgart, d'Essen, le Siegerland Orchester, l'Orchestre de chambre de Lausanne et l'Orchestre de la Radio-Télévision belge. Elle enseigne aux classes supérieures du Conservatoire de Berne, puis du Conservatoire de Lausanne jusqu'en 2004 où elle enseigne la flûte à l'Institut de Ribaupierre (Lausanne). Pédagogue passionnée, elle donne également des master class à Llansa, Manosque, Aix-les-Bains, Romainmôtiers, Morges, Prague et en Roumanie. Elle joue avec différents ensembles comme l'ensemble Amarcordes, la Camerata de Berne ou le quatuor Dolezal de Prague, se produisant dans de nombreux pays européens, en particulier en Allemagne, ainsi qu'aux États-Unis et au Canada, en Corée du Sud et du Nord et en Inde.
Aujourd'hui retraitée, Brigitte Buxtorf vit actuellement à Genève. Elle est la fondatrice et présidente de l'association de flûtistes romands « Souffles d'ici et d'ailleurs ».

## Sources
- « Brigitte Buxtorf », sur la base de données des personnalités vaudoises sur la plateforme « Patrinum » de la Bibliothèque cantonale et universitaire de Lausanne.
- "Villard Saint-Sauveur: flûtes et harpe en parfaite harmonie", Le Progrès (Lyon), région de Saint-Claude, 2012/10/24, p. 33
- "La musique classique fait la fête entre salles prudentes, rues et cours libres", La Tribune de Genève, 2012/06/21, p. 29
- Pierre Richard, "Les quatuors de Mozart avec flûte étaient offerts jeudi aux mélomanes sanclaudiens avant Genève", Le Progrès, 2006/09/23, p. 22
- P.R., "Concert au Conservatoire: Astor Piazzolla au programme", Le Progrès (Lyon), Jura, 2006/02/26, p. 6.